# Lupéol synthase
La lupéol synthase est une isomérase qui catalyse la réaction :
(3S)-2,3-époxy-2,3-dihydrosqualène  {\displaystyle \rightleftharpoons }  lupéol.
Cette enzyme forme également de la β-amyrine (en).